# Маклеод, Карла
Карла Маклеод (англ. Carla MacLeod; род. 16 июня 1982, Спрус-Гров, Альберта) — канадская хоккейная защитница и тренер. Двукратная олимпийская чемпионка Игр 2006 и 2010 годов, чемпионка мира 2007 года. Является самым ценным игроком (приз MVP) чемпионата мира 2009 года. В настоящее время возглавляет клуб «Оттава Чардж» и сборную Чехии.
Дальняя родственница члена Зала хоккейной славы Мориса Ришара.